# Ismail Samani
Ismail Samani (Isma'il ibn Ahmad și Ismoil Somoni) (n. iunie 849 d.Hr., Balch, provincia Balkh, Afganistan – d. 24 noiembrie 907 d.Hr., Buxoro, Uzbekistan) a fost un emir samanid al Transoxianei (892-907) și Khorasanului (900-907). În timpul domniei sale, samanizii au devenit o forță. El este fiul lui Ahmad ibn Asad și un descendent al lui Saman Khuda, fondatorul dinastiei, care a renunțat la zoroastrism în favoarea islamului. A fost înmormântat (907) într-un mausoleu la Buhara, care face parte din patrimoniul cultural mondial UNESCO. Succesorul său a fost fiul său, Ahmad.

## Cinstirea lui Ismail Samani / Ismoil Somoni
- Cel mai înalt vârf din Tadjikistan (7.495 de metri) îi poartă numele, la fel și moneda națională Somoni.